# Cratere Sinan
Sinan  è un cratere sulla superficie di Mercurio.